# Willy Messerschmitt

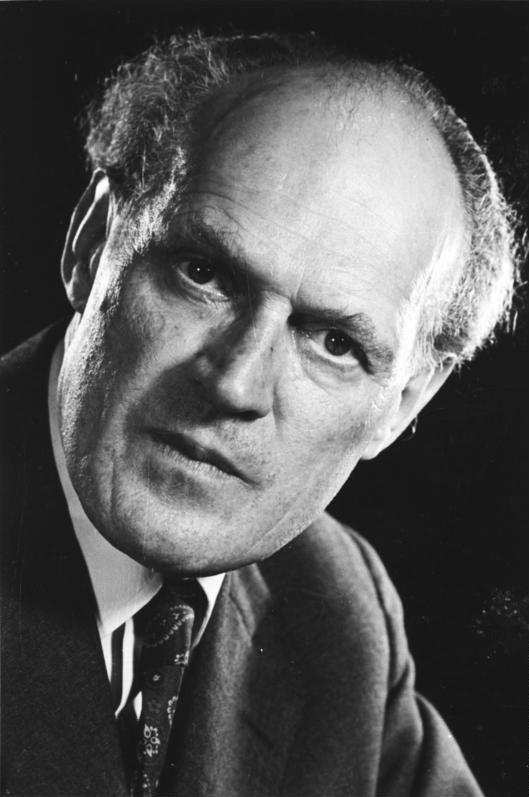
Willy Messerschmitt (1958)

Willy Emil Messerschmitt (* 26. Juni 1898 in Frankfurt am Main; † 15. September 1978 in München) war ein deutscher Flugzeugkonstrukteur und Vorstandsvorsitzender der Messerschmitt AG. Er gilt als ein Pionier der Luftfahrt.

## Leben

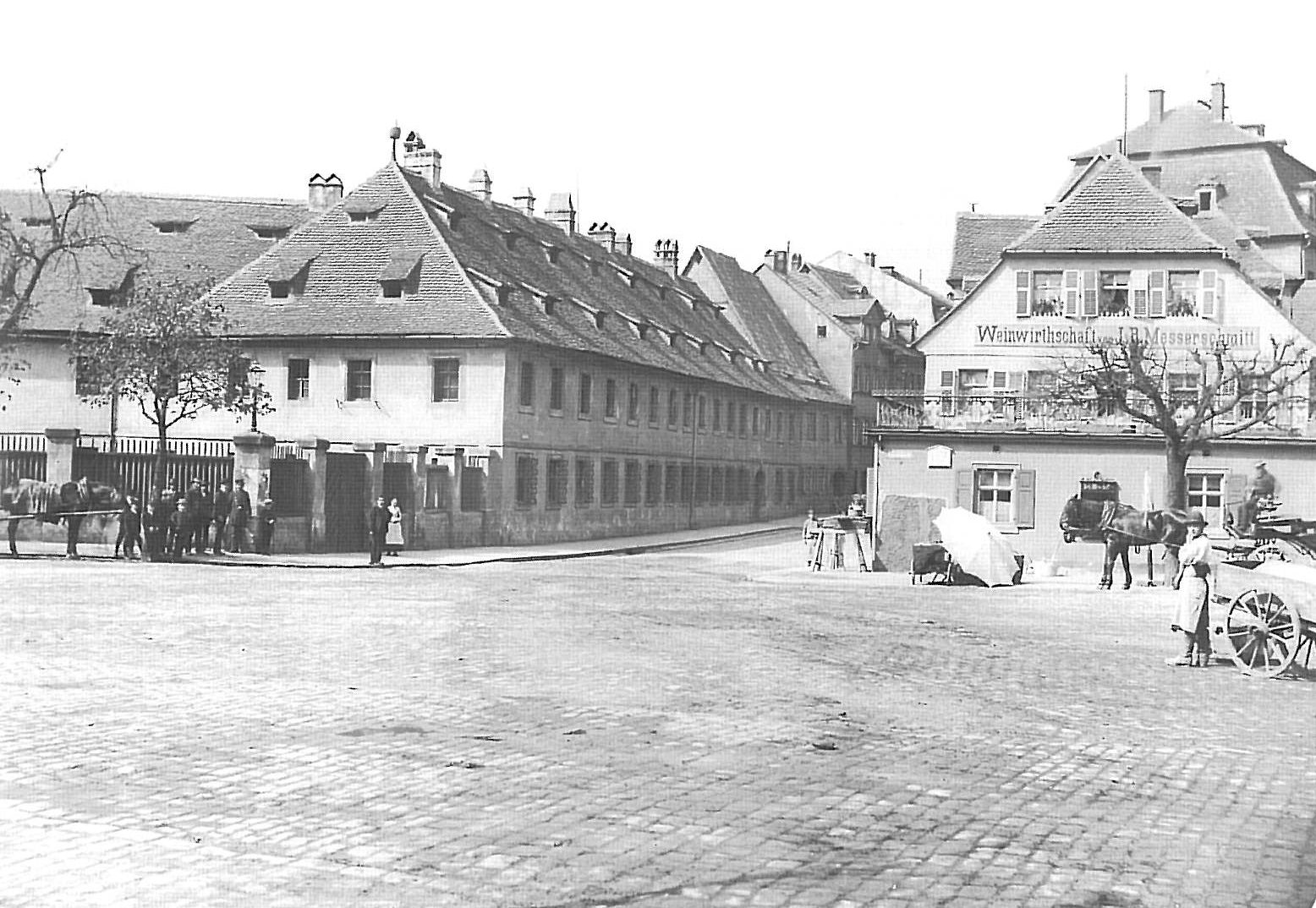
Die Weinwirtschaft Messerschmitt in Bamberg (rechts)

Willy Messerschmitt wurde 1898 in Frankfurt am Main als Sohn der unverheirateten Anna Maria Schaller als Willy Emil Schaller geboren. Johann Baptist Ferdinand Messerschmitt erkannte ihn nach seiner Hochzeit mit Anna Maria Schaller am 1. März 1905 in Frankfurt als seinen Sohn an. Ab 1906 wuchs Willy Messerschmitt in Bamberg auf, wo seine Eltern eine große Weinhandlung mit Weinstube betrieben. Bereits mit zehn Jahren baute er Flugzeugmodelle und später, noch als Schüler, Gleitflugzeuge, die er mit Freunden selber ausprobierte. Als 13-jähriger Schüler lernte er den Segelflugpionier und Regierungsbaumeister Friedrich Harth (1880–1936) kennen, der seinen Lebensweg entscheidend beeinflussen sollte. Unmittelbar nach seinem Abitur wurde Messerschmitt 1917 zum Militärdienst im Ersten Weltkrieg eingezogen.

### 1920er Jahre – Aufbruch in eine neue Ära
Nach Kriegsende studierte er von 1918 bis 1923 Ingenieurwissenschaften an der Technischen Hochschule München und gründete noch während seines Studiums die Messerschmitt Flugzeugbau GmbH in Bamberg, die neben Segelflugzeugen das Sportflugzeug M 17 und das motorisierte Verkehrsflugzeug M 18 entwickelte. 1923 gewann Hans Hackmack mit Messerschmitts Konstruktion S 14 beim Rhön-Segelflugwettbewerb den Höhenflug-Preis.
Neben seiner unternehmerischen Tätigkeit nahm er ab 1930 einen Lehrauftrag für Luftfahrzeugbau an der Technischen Hochschule München wahr.
Mitte September 1925 suchte Messerschmitt einen Geldgeber, um das Leichtflugzeug M 17 mit einem Motor ausstatten zu können.
Theodor Croneiß, Jagdflieger im Ersten Weltkrieg und der ältere Bruder von Carl Croneiß, Messerschmitts Testpilot, war Chef der Sportflug GmbH für Mittelfranken und Oberpfalz, einer Tarnfirma der Reichswehr, die 1925 in Verkehrsflug GmbH für Mittelfranken, Oberfranken und Oberpfalz umfirmierte. Croneiß bemerkte in einem Gasthaus, wie Messerschmitt mit einem interessierten Finanzier verhandelte. Messerschmitt ging dabei so weit, dass er bereit war, auf alle seine Patentrechte zu verzichten. Während einer Gesprächspause überreichte ihm Theo Croneiß einen Scheck in Höhe von 4000 Reichsmark und bewahrte ihn somit vor einer Aufgabe seiner unternehmerischen Selbständigkeit. Croneiß sollte Messerschmitts erster und einziger Freund bleiben. Später wurde er Direktor in den Regensburger Messerschmitt-Werken. Mit dem Motorflugzeug M 17 gewann Messerschmitt 1925 einen Preis von 10.000 RM (entspricht heute etwa 50.000 EUR).
1925 beauftragte Theo Croneiß den jungen Willy Messerschmitt, ein speziell für den Zubringerverkehr geeignetes kleines Verkehrsflugzeug zu entwickeln. Croneiß hatte inzwischen die Nordbayerische Verkehrsflug GmbH in Fürth gegründet. Insgesamt entstanden neunzehn M 18 für diese Gesellschaft.
1927 verlegte er sein 1923 in Bamberg gegründetes Unternehmen nach Augsburg. Der Flugplatz Gersthofen-Gablingen war Ausgangspunkt zahlreicher Flugversuche. Alle wichtigen Flugzeugtypen wurden in Augsburg oder im naheliegenden Haunstetten gebaut.
Ab 1926 arbeitete Messerschmitt mit den Bayerischen Flugzeugwerken AG zusammen, die von einer Finanzgruppe um Richard Freiherr von Michel-Raulino übernommen worden waren. Im Zuge dieser Kooperation wurde Messerschmitt 1926 in den Vorstand berufen und erhielt die Position des Chefkonstrukteurs. 1928 entstand die zwölfsitzige M 20, mit 220 Kilometer pro Stunde das schnellste Verkehrsflugzeug jener Jahre. Allerdings zog die Deutsche Luft Hansa unter Erhard Milch nach dem Absturz von drei M 20 den bereits erteilten Auftrag zurück und verweigerte auch die Zahlung für die sieben bereits gelieferten Maschinen. Auf Grund dieses Ereignisses und infolge der Weltwirtschaftskrise gingen die Bayerischen Flugzeugwerke AG in Konkurs. In dieser Zeit lernte er Lilly Stromeyer (1892–1973) kennen, eine geborene Freiin von Michel-Raulino und Tochter des Finanziers Michel-Raulino aus der Bamberger Tabakdynastie. Sie verhalf ihm später mehrmals mit Bürgschaften in Millionenhöhe aus finanziellen Notlagen. So wandelte er die Bayrischen Flugzeugwerke und seine Messerschmitt Flugzeugbau GmbH in die Messerschmitt AG um. Was blieb, war eine Feindschaft zwischen Messerschmitt, seinem Freund Theo Croneiß und Erhard Milch, der inzwischen für die Luftrüstung zuständig war.

### NS-Diktatur und Zweiter Weltkrieg
1934 entwarf Messerschmitt die Bf 108 (M 37), die neue Maßstäbe im Leichtbau setzte und als Vorbild für modernen Flugzeugbau gilt. In die Ausschreibung des Jahres 1934 für einen neuen Standardjäger der Luftwaffe war er zunächst nicht mit einbezogen. Nur widerwillig willigte Milch später ein, den Prototyp der Bf 109 an den Vergleichsflügen teilnehmen zu lassen. Allerdings war die Bf 109 den Konkurrenzmustern überlegen und wurde das meist gebaute, von der deutschen Luftwaffe im Zweiten Weltkrieg eingesetzte Jagdflugzeug. Beim IV. Internationalen Flugmeeting im Juli 1937 auf dem Militärflugplatz Dübendorf bei Zürich traten dort sechs Bf 109 gegen Flugzeuge und Piloten anderer Staaten an und entschieden sämtliche Wettbewerbe für sich. Dies und der von Wurster am 11. November 1937 mit 610,95 km/h erflogene Geschwindigkeitsweltrekord für Landflugzeuge festigte Messerschmitts Ruf als hervorragender Jagdflugzeugkonstrukteur. Er entwickelte u. a. das Rekordflugzeug Me 209 und der Bf 109 folgte 1936 die zweimotorige Bf 110, die die Funktion eines Langstrecken-Begleitjägers übernehmen sollte. Dies verfestigte beim Reichsluftfahrtministerium die Vorstellung „Messerschmitt baut die Jäger – Heinkel die Bomber“.
Dies führte z. B. dazu, hervorragende Prototypen wie die Hs 127 und die Fw 187 nicht weiterzuverfolgen und stattdessen Serienaufträge für die Me 210 und die He 177 zu erteilen, bevor diese ausreichend erprobt waren. Diese Entscheidung Udets und die Forderung nach Sturzfähigkeit beider Muster endete in einem Debakel, denn beide Maschinen waren untauglich und banden große Teile der Fertigungs- und Entwicklungskapazität des Dritten Reiches.
Während der Zeit des Nationalsozialismus avancierte Messerschmitt, der 1933 der NSDAP beigetreten war, zum Wehrwirtschaftsführer. 1938 wurde Messerschmitt neben Ferdinand Porsche und Fritz Todt mit dem 1937 von Adolf Hitler neu gestifteten Deutschen Nationalpreis für Kunst und Wissenschaft ausgezeichnet, den er sich mit Ernst Heinkel zur Hälfte (50.000 Reichsmark) teilte. 1939 wurde sein Unternehmen als „Nationalsozialistischer Musterbetrieb“ ausgezeichnet. 1941 erhielt er den Titel „Pionier der Arbeit“, und wurde zum Vizepräsidenten der Deutschen Akademie für Luftfahrtforschung ernannt.
Zur Steigerung der Produktionskapazitäten wurde am 24. Juli 1936 in Regensburg die Tochtergesellschaft Bayerische Flugzeugwerke Regensburg GmbH gegründet. Diese Firmenbezeichnung änderte man am 13. November 1940 in Messerschmitt GmbH Regensburg. 1937 wurde Messerschmitt zum Professor berufen.
Während der nationalsozialistischen Herrschaft wurde er mit der Entwicklung und Produktion von ein- und zweimotorigen Jagdflugzeugen beauftragt. Besonderer Wert wurde auf die stetige Anpassung und Vereinheitlichung der Bf 109 gelegt, um diese auf dem aktuellen Stand der Luftkriegsentwicklung zu halten. Dennoch entstanden bei Messerschmitt zahlreiche Prototypen wie Bf 161, Bf 162, Bf 163, Me 209 V5, Me 309, Me 261, Me 264 und Me 328, die nie Serienreife erreichten. Zwar wurde die Me321/323 in kleineren Mengen gefertigt, aber erst die Me 410 und die Me 262, das erste serienproduzierte Flugzeug mit Turbinen-Luftstrahltriebwerk, gingen wieder in Großserie.

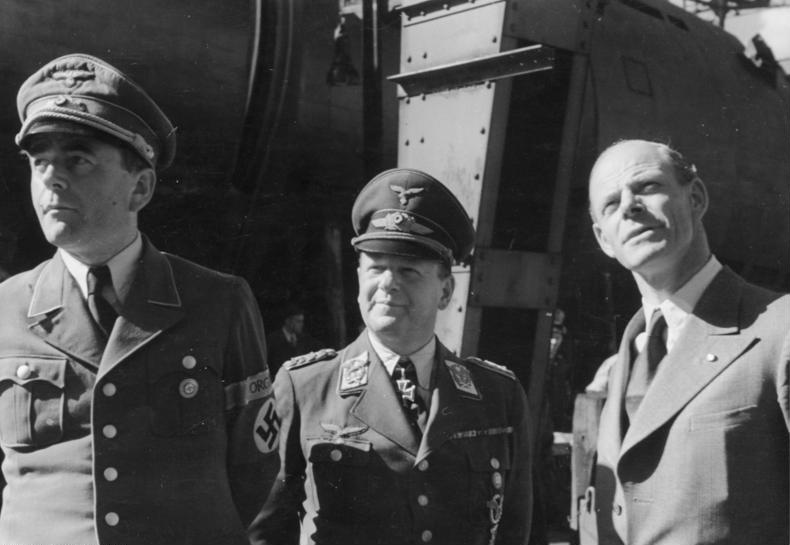
Speer, Milch und Messerschmitt besichtigten einen Rüstungsbetrieb, Mai 1944

Nach Differenzen mit der Luftwaffenführung legte Messerschmitt 1942 den Vorstandsvorsitz seines Unternehmens nieder und wurde in das Entwicklungsbüro zurückversetzt. Ursache waren gravierende Mängel der Me 210, die Messerschmitt selbst durch Verkleinerung des Fahrgestells und durch Verkürzung des Flugzeugrumpfs zu verantworten hatte. Generalluftzeugmeister Udet forderte ihn zur Änderung dieser Mängel auf, da dies reihenweise Abstürze dieses Flugzeugtyps zur Folge hatte. Udet hielt jedoch dem Druck durch Göring nicht mehr stand und erschoss sich im November 1941. Nachfolger wurde Erhard Milch, der schon zuvor für eine Stornierung der Luft-Hansa-Aufträge gegenüber den Messerschmitt-Werken gesorgt hatte. Zwar gelang es, die Me 410 zur Serienreife zu entwickeln, teilweise durch die Rücknahme der von Messerschmitt selbst vorgenommenen Konstruktionsänderungen an der Me 210. Aber durch die Entwicklung der Me 262 gewann er jedoch die Begeisterung von Hitler, was Messerschmitt wiederum vor weiteren Angriffen Milchs bewahrte. Dennoch blieb sein Ruf, wie auch der Heinkels, beschädigt und beide verloren die Leitung ihrer Unternehmen.
Am 30. April 1942 wurde Messerschmitt auf Druck Milchs von der Firmenleitung der Messerschmitt AG entbunden und war ab dann offiziell nur noch für Entwicklung und Konstruktion verantwortlich. Trotzdem forderte er selbst zur Aufrechterhaltung der Produktion den Einsatz von Zwangsarbeitern und begrüßte ausdrücklich die teilweise Verlagerung der Produktion in die Konzentrationslager Flossenbürg, Gusen sowie Dachau. Das KZ unterstand nicht unmittelbar der Firmenleitung, sondern der SS. Die von der SS in Konzentrationslagern eingesperrten Zwangsarbeiter wurden gegen Bezahlung an die Unternehmen „vermietet“. Bei der rücksichtslosen Ausbeutung durch die SS kamen Zehntausende durch Erschöpfung, Unterernährung und schlechte Behandlung ums Leben beziehungsweise wurden in den Konzentrationslagern ermordet, wenn ihre Arbeitskraft erschöpft war. Gegen Kriegsende beschäftigte die deutsche Kriegswirtschaft mehr als zwei Millionen Zwangsarbeiter. Fritz Sauckel als der politisch Verantwortliche für das Zwangsarbeiterprogramm wurde deswegen im Nürnberger Prozess nach dem Krieg zum Tode verurteilt. Inwieweit Messerschmitt darüber hinaus in das Unrechtssystem der Zwangsarbeit involviert war, ist unklar. Jedenfalls zeigte er keine kritische Distanz zum nationalsozialistischen Unrechtsregime, sondern bemühte sich auch nach seiner Entbindung von der Firmenleitung am 30. April 1942 weiterhin aktiv darum, in leitende Positionen zurückzukehren.

### Gegen Kriegsende
Bei der sich immer mehr zuspitzenden Kriegslage verlangten Milch und Galland vor allem die baldmöglichste Einführung der Me 262. Dies ließ sich jedoch aufgrund der Schwierigkeiten mit den Triebwerken nicht so schnell verwirklichen. Da die Bf 109 nicht so einfach zu ersetzen war und von vielen Lizenznehmern gefertigt wurde, musste sie in Produktion bleiben. Allerdings war die Produktion der einzelnen Hersteller nicht kompatibel, so dass eine Ersatzteilversorgung sehr erschwert wurde. Messerschmitt erhielt den Auftrag, die Serienproduktion der Bf 109 für ein finales Modell zu vereinheitlichen, bevor die Me 262 eingeführt würde. Er war an dieser Aufgabe aber nicht sonderlich interessiert und übertrug die Arbeiten an seinen Mitarbeiter Ludwig Bölkow. Daraufhin entstand die Bf 109 K. Letztes teilrealisiertes Projekt Messerschmitts war die Messerschmitt P.1101.

### Nachkriegszeit

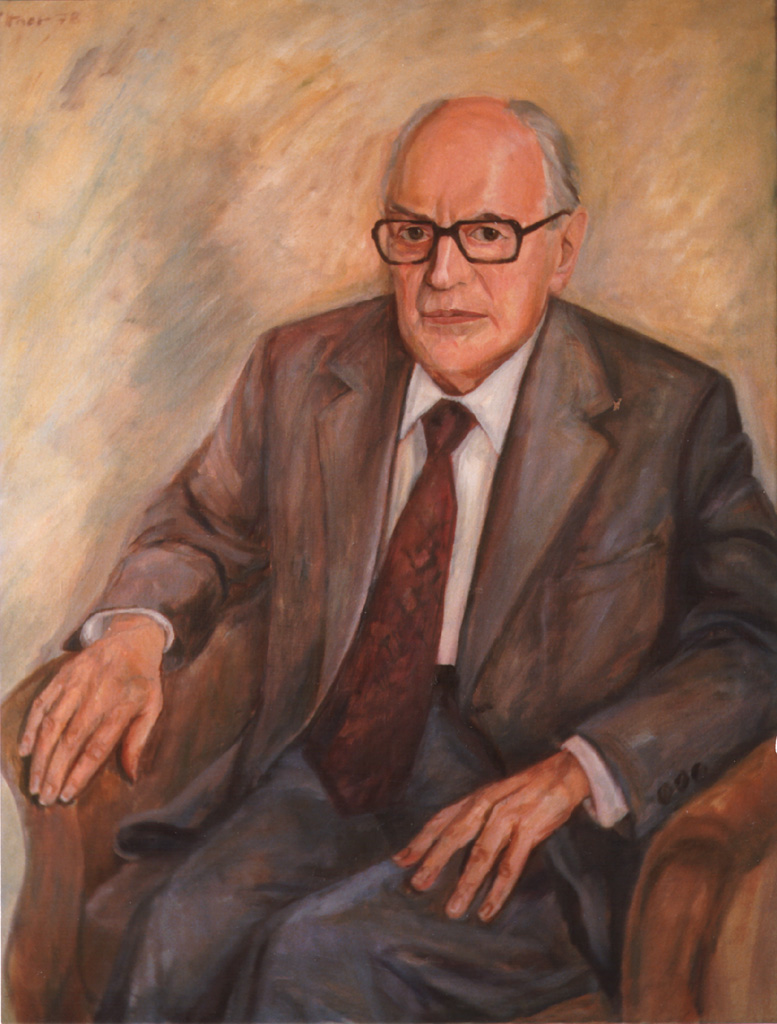
Porträt Messerschmitts von Günter Rittner 1978

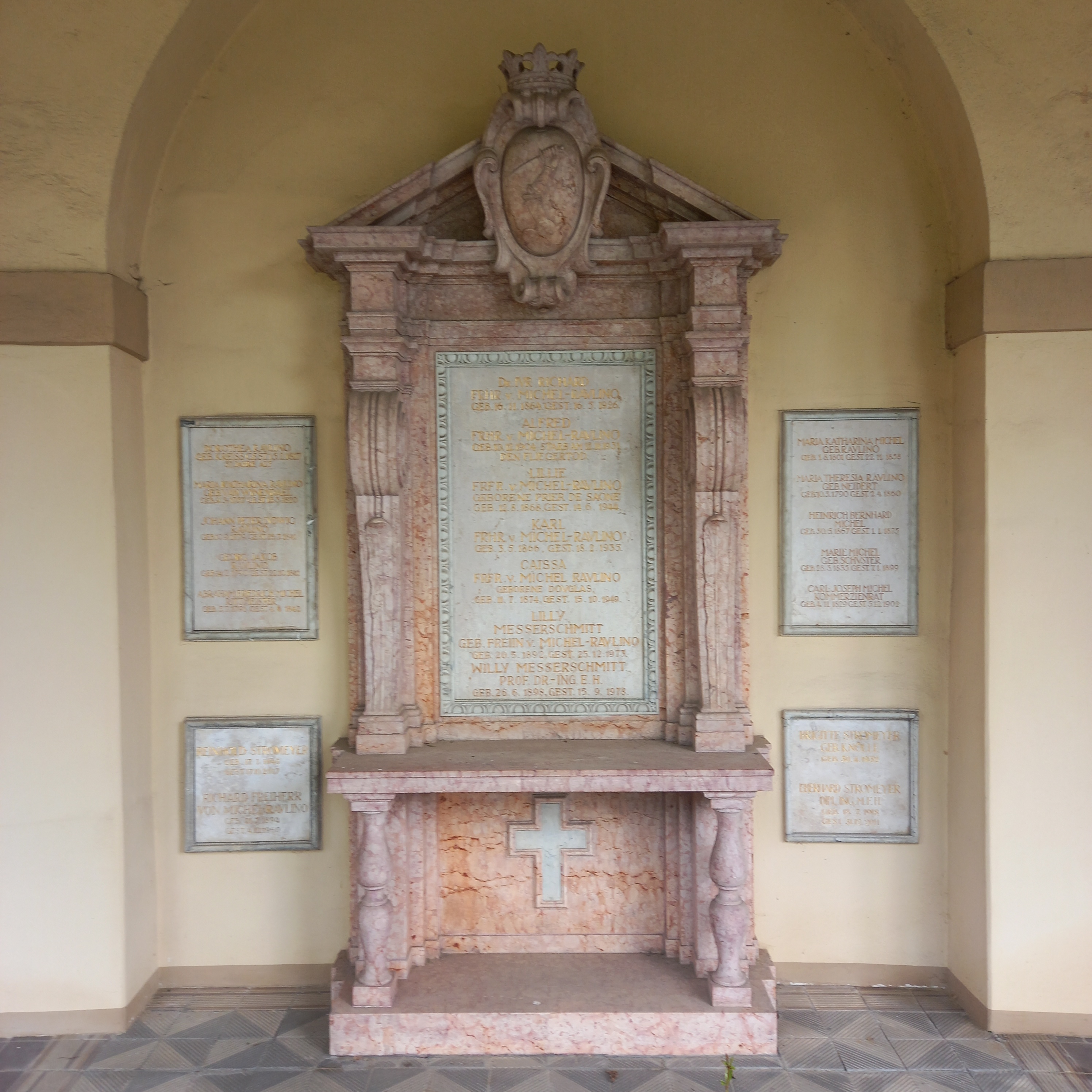
Das Grab von Willy Messerschmitt und seiner Ehefrau Lilly, geborene Freiin von Michel-Raulino, auf dem Hauptfriedhof Bamberg

Nach Kriegsende 1945 und einer vorübergehenden Internierung wurde er im Entnazifizierungsverfahren 1948 als „Mitläufer“ eingestuft und musste zunächst von seinem wichtigsten Lebensziel, dem Flugzeugbau, aus politischen Gründen Abstand nehmen. Während dieser Zeit ließ er in seinem Bamberger Werk Fertighäuser, Nähmaschinen, Bügeleisen und den bekannten Messerschmitt Kabinenroller herstellen.
Ab 1951 ging er als Berater nach Spanien, wo er CASA bei Modifikationen der dort gefertigten Hispano Aviación HA-1112 (Lizenzbau der Bf 109) beratend zur Seite stand. Es folgten die Entwicklung und der Bau des einmotorigen Schulflugzeuges Hispano Aviación HA-100 und der strahlgetriebenen Hispano Aviación HA-200. Außerdem begann er mit der Konstruktion eines besonders leichten, überschallfähigen Jagdflugzeuges, der Hispano Aviación HA-300. Eine weitere berufliche Station war Ägypten, wo er für das staatliche Luftfahrtunternehmen EGAO arbeitete. Neben einer Serienproduktion der HA-200 wurden hier auch Prototypen der HA-300, nun Helwan HA-300, gebaut.
Ab 1955 baute er wieder für die deutsche Luftwaffe Flugzeuge (Lizenzbau der Fiat G.91). Auch für die NATO übernahm er später Aufträge. 1968 fusionierte die Messerschmitt AG auf massiven politischen Druck mit der Bölkow-Gruppe und wenig später mit der Luftfahrtabteilung des Hamburger Konzerns Blohm (Hamburger Flugzeugbau). Diese drei Unternehmen bildeten die Messerschmitt-Bölkow-Blohm-Gruppe, kurz MBB genannt, deren Teilhaber Messerschmitt wurde. Hier plante der Konstrukteur unter anderem einen Senkrechtstarter, die EWR VJ 101, der aber nicht in Produktion ging.
1969 begründete er die Messerschmitt Stiftung, die heute vor allem die Denkmalpflege unterstützt.
Der Tod seiner Frau Lilly († 1972) stellte eine letzte schwere Zäsur in seinem Leben dar.
Messerschmitt verstarb am 15. September 1978 in München und wurde in Bamberg in der Familiengruft seiner Ehefrau Lilly, geb. Freiin von Michel-Raulino bestattet.
Willy Messerschmitt gehörte dem Verein Deutscher Ingenieure (VDI) mit der Mitgliedsnummer 541113 an.

## Ehrungen
- Deutscher Nationalpreis für Kunst und Wissenschaft (1938; Dotierung 50.000 RM; entspricht heute etwa 260.000 EUR[6])[14]
- Ehrenring der Stadt Augsburg (1938)[15]
- Ehrenzeichen „Pionier der Arbeit“ (1941)[16]
- Großkreuz des spanischen Militärverdienstordens (1942)[17]
- Ehrenring des VDI (1937)[18]
- Kriegsverdienstkreuz I. Klasse (30. Januar 1941)[19]
- Spanisches Großkreuz für aeronautische Verdienste (1954)[20]
- Bayerischer Verdienstorden (13. Januar 1964)
- Ehrendoktor der TH München (die Technische Universität München distanzierte sich im Jahr 2024 von der Verleihung)[21]
- Lilienthal-Gedenkmünze
- Verdienstorden der Bundesrepublik Deutschland – Großes Verdienstkreuz mit Stern (1969)

## Verweise

### Film
- Lebensträume. Willy Messerschmitt – Flugzeuge für Krieg und Frieden (Memento vom 31. Oktober 2013 im Internet Archive), 45 Min., Dokumentation und Doku-Drama, Buch und Regie: Bertram von Boxberg, Produktion: NDR, Erstausstrahlung: 10. Juli 2006; YouTube.